# 塞斯陶
塞斯陶，是西班牙巴斯克自治区比斯开省的一个市镇。总面积4平方公里，总人口31773人（2001年），人口密度7943人/平方公里。